# كوج هيروسي
كوج هيروسي (باليابانية: 廣瀬 浩二) (13 مارس 1984 في جويو في اليابان – )؛ هو لاعب كرة قدم ياباني سابق كان يلعب كمهاجم.

## وصلات خارجية
- كوج هيروسي على موقع رابطة كرة القدم اليابانية للمحترفين (اليابانية)
- كوج هيروسي على موقع قاعدة بيانات كرة القدم.إي يو (الإنجليزية)
- كوج هيروسي على موقع Soccerway.com (الإنجليزية)
- كوج هيروسي على موقع عالم كرة القدم.نت (الإنجليزية)